# Dammbruch von Brumadinho

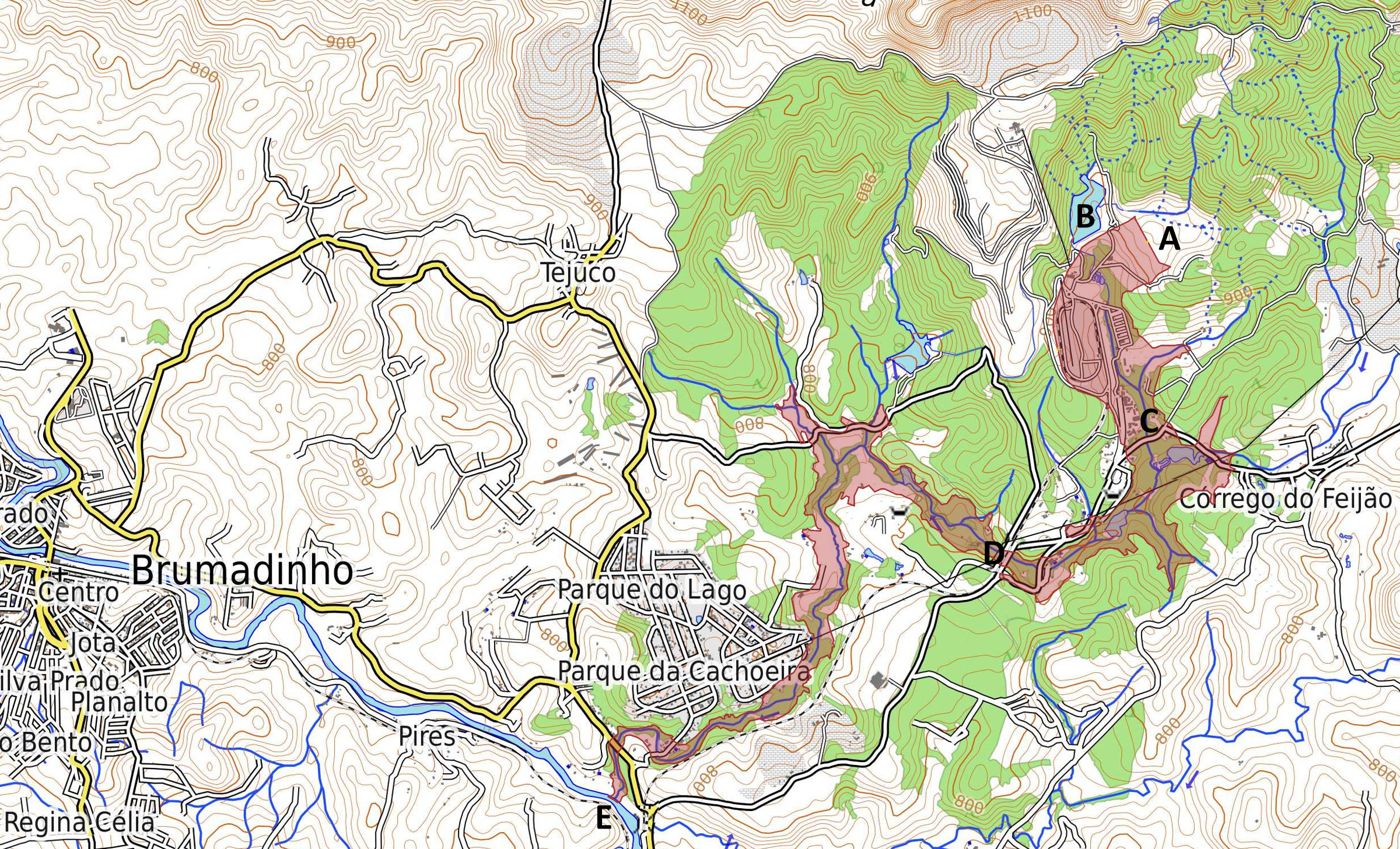
Ort des Unglücks bei Brumadinho. Rot eingefärbt: Ausbreitung der Schlammlawine.
A Zerstörtes Absetzbecken, Ort des Dammbruchs
B Benachbartes Absetzbecken
C Überflutete Gebäude der Minengesellschaft
D Zerstörte Eisenbahnbrücke
E Eintritt der Schlammlawine in den Fluss Paraopeba

Der Dammbruch von Brumadinho war ein Schlammlawinen-Unglück in der brasilianischen Kleinstadt Brumadinho nahe Belo Horizonte im Bundesstaat Minas Gerais am 25. Januar 2019. Die Schlammlawine mit 11,7 Millionen Kubikmetern aus dem geborstenen Absetzbecken einer Eisenerzmine zerstörte Gebäude und Einrichtungen auf dem Minengelände sowie Häuser in Siedlungen nahe der Stadt und tötete mindestens 270 Menschen (Stand September 2021). Das Ökosystem des Flusses Paraopeba, in den die Schlammlawine floss, galt als zerstört. Im Juli 2019 verurteilte ein Gericht den Minenbetreiber Vale, für alle Schäden der Katastrophe aufzukommen.

## Der Staudamm
Der Staudamm gehört zur Mina Córrego do Feijão, einer im Tagebau betriebenen Eisenerzmine des Bergbaukonzerns Vale. Der Damm bildete die südöstliche Wand eines Absetzbeckens für Tailings, das sind schlammige feinkörnige Rückstände aus der Erzaufbereitung.

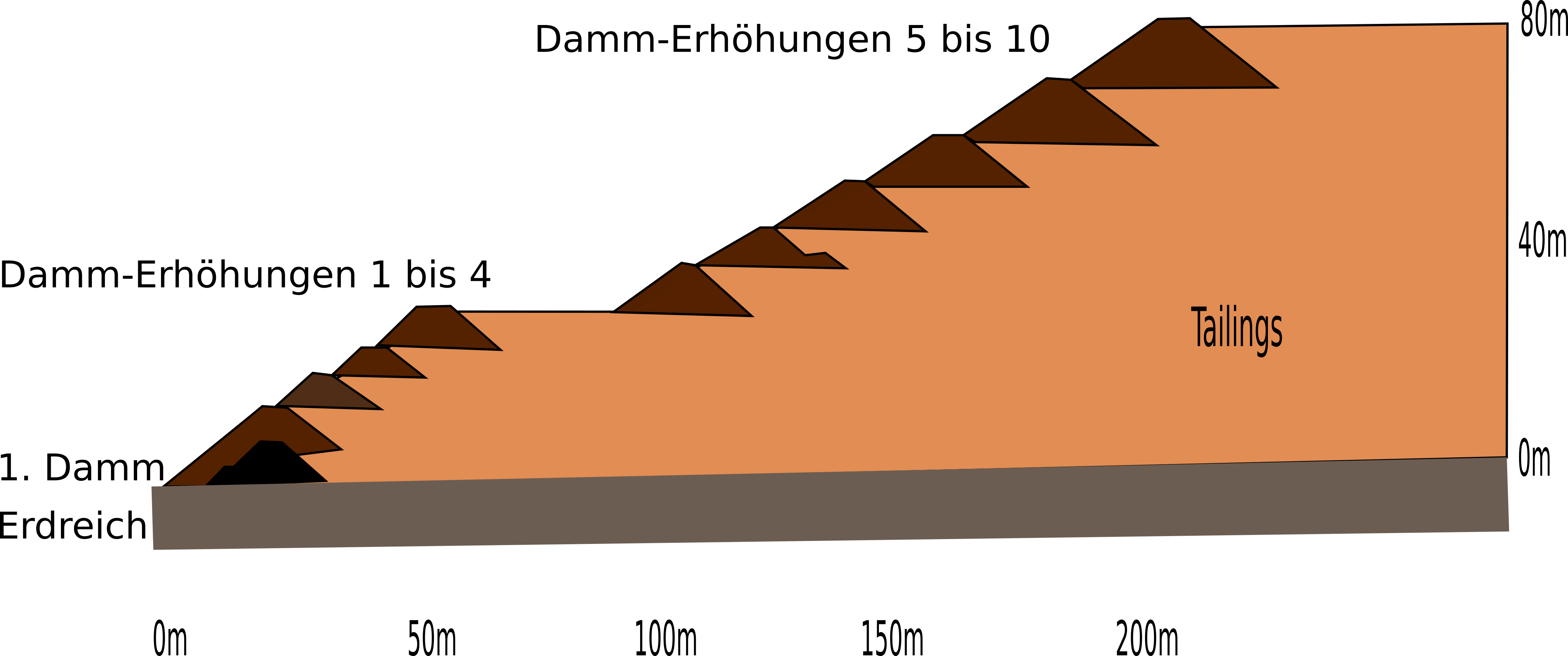
Querschnitt durch den Unglücksdamm

Mit dem Bau des Damms wurde 1976 begonnen und er wurde in zehn Schritten aufgestockt auf eine Endhöhe von 86 m. Die Einzeldämme hatten dabei rund 5 bis 8 m Höhe. Für den Bau wurden anfangs Abraum aus dem Bergbau und dann Böden (Laterit) aus der Umgebung benutzt, die verdichtet wurden, später (in den letzten sechs Stufen) wurden die getrockneten Tailings des Absetzbeckens genommen. Er besteht zu 56 Prozent aus Feinsand, 28 Prozent Schluff, 8 Prozent Mittelsand und 4 Prozent Ton.
In Brasilien gibt es mindestens 790 Tailingsdämme. Minas Gerais ist mit Abstand der Bundesstaat mit den meisten derartigen Dämmen; von dem in Brasilien geförderten Eisenerz stammt mehr als die Hälfte aus diesem vom Bergbau geprägten Bundesstaat. Viele Tailingsdämme in Brasilien liegen oberhalb von Städten und Siedlungen und bedrohen diese unmittelbar. Bei mehr als 200 Dämmen von Tailingsbecken in Brasilien wurde offiziell ein hohes Gefährdungspotential festgestellt – nicht wegen einer ungewöhnlich hohen Wahrscheinlichkeit eines Dammbruchs, sondern wegen der Zahl der im Katastrophenfall betroffenen Menschen und im Blick auf gefährdete Ökosysteme. Auch für Brumadinho wurde das Gefährdungspotential vor dem Unglück als hoch eingeschätzt.

## Verlauf und Folgen

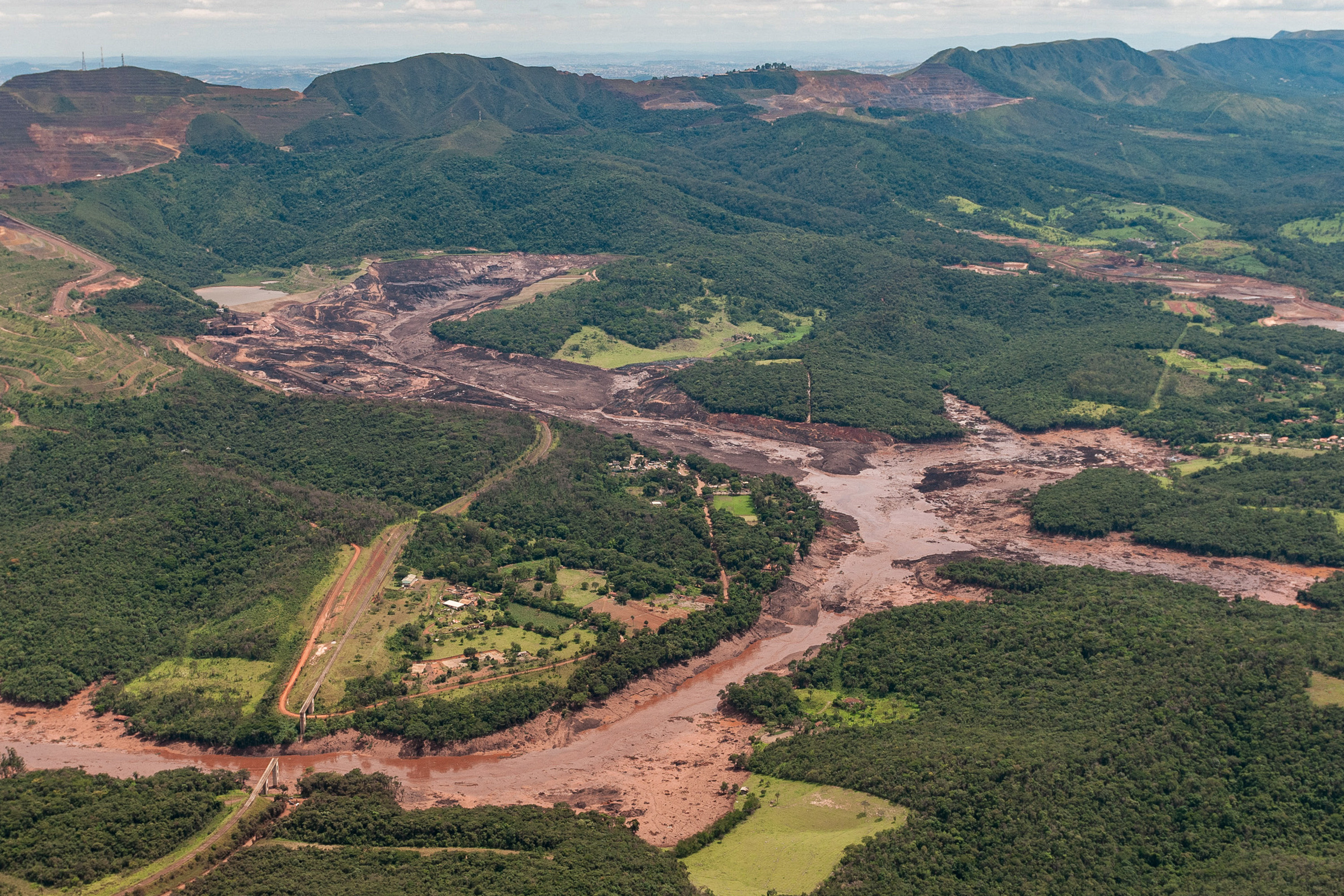
Blick auf die Verwüstungen am 27. Januar 2019. Links von der Bildmitte das zerbrochene und ausgelaufene Absetzbecken. Links unten die zerstörte Eisenbahnbrücke.

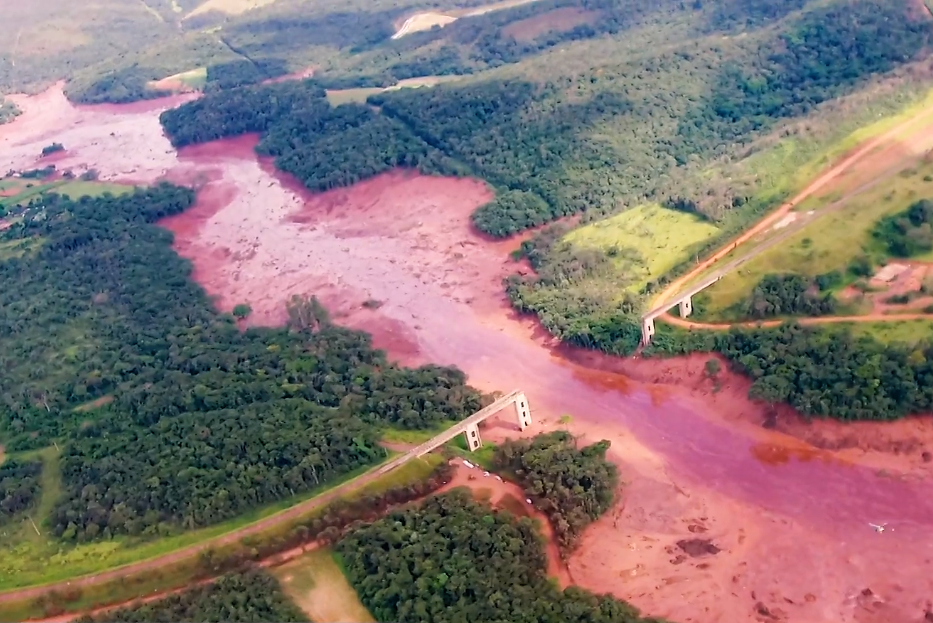
Luftbildaufnahme aus einem Video: die durch Eisenoxid rot gefärbte Schlammlawine bei der zerstörten Eisenbahnbrücke, 26. Januar 2019

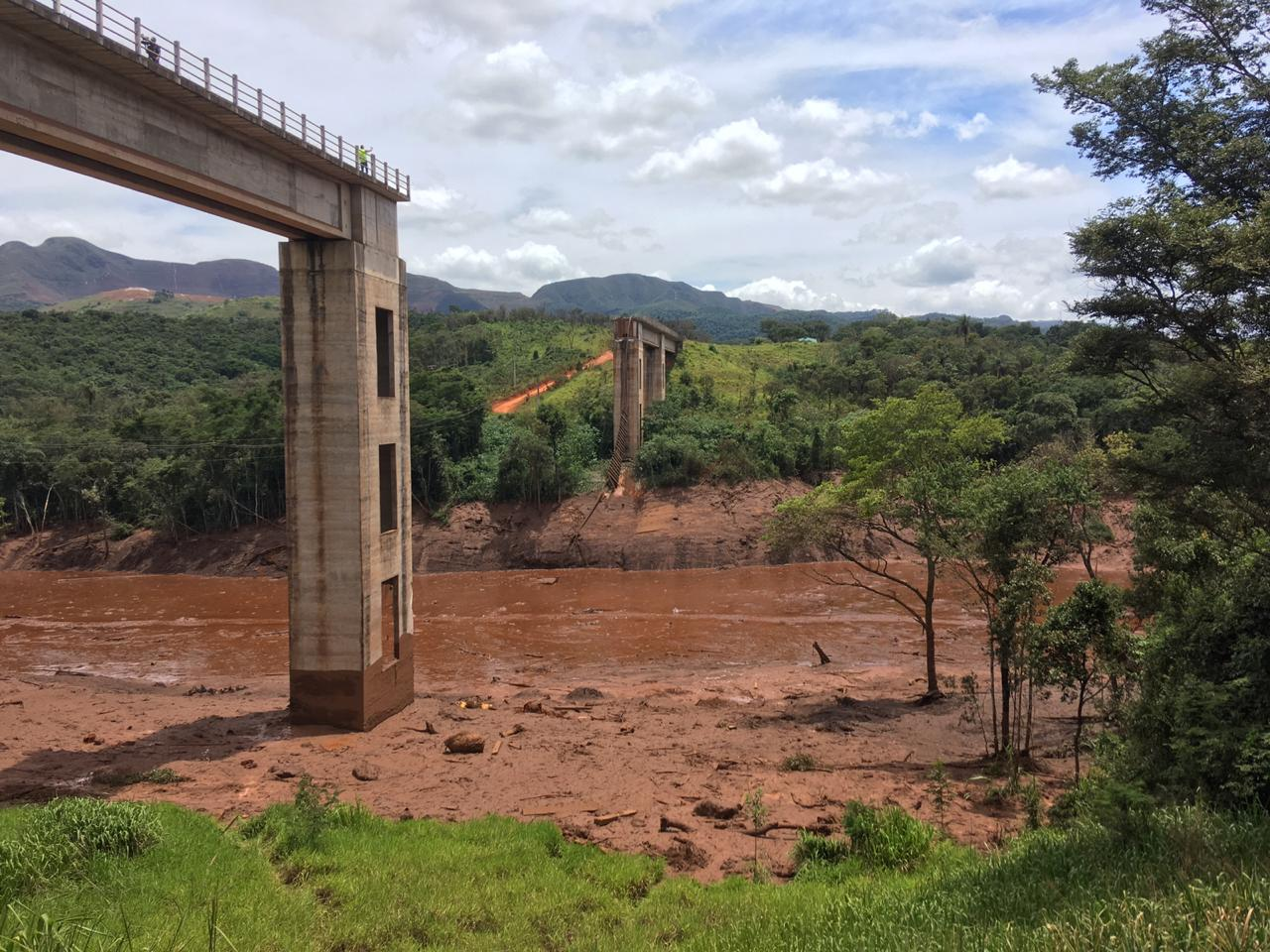
Die Schlammlawine im Bereich der Eisenbahnbrücke, 26. Januar 2019

Am 25. Januar 2019 kurz nach Mittag brach der Damm in mehreren höher und tiefer gelegenen Bereichen und kurz darauf auf breiter Front vollständig ein. Zu dieser Zeit sollen sich mehr als 400 Arbeiter auf dem Gelände aufgehalten haben. Die Schlammlawine ergoss sich mit einer Geschwindigkeit von anfangs mehr als 70 km/h talwärts und begrub alles auf ihrem Weg unter sich. Viele Arbeiter und Angestellte starben in der Kantine im Bereich der Verwaltungsgebäude unterhalb des geborstenen Absetzbeckens. Ein Warnsystem war zwar installiert, es versagte aber, die Sirenen blieben stumm. Die Fahrerin eines Muldenkippers sah etwa 550 Meter vom Dammbruch entfernt frühzeitig die Schlammlawine und schrie Warnungen in ihr Funkgerät, dadurch konnten sich einige Menschen gerade noch retten. Am 26. Januar 2019, dem Tag nach dem Unglück, wurden 150 Menschen als vermisst gemeldet. Die Feuerwehr ging insgesamt von 200 bis 300 Opfern aus, da außer den Arbeitern weitere Menschen in dem überfluteten Gebiet lebten. Unter anderem wurden ein Hotel zerstört und Wagen eines Zugs von Schlammmassen erfasst. Eine Eisenbahnbrücke wurde auf rund 100 Metern Länge eingerissen. Weiter talwärts zerstörte die Schlammlawine mehr als zwei Dutzend Gebäude in der Siedlung Parque da Cachoeira. Sie bahnte sich einen Weg von mehr als 8 Kilometern und mündete schließlich in den Fluss Paraopeba.
Die brasilianische Armee suchte mit etwa 1000 Soldaten sowie mit Spürhunden nach Vermissten. 130 Soldaten der israelischen Armee wurden Ende Januar 2019 zum Unglücksort entsandt, um mit Hilfe von Sonargeräten nach Personen in den Schlammmassen zu suchen. In Folge des Unglücks fror die brasilianische Justiz elf Milliarden Real (ca. 2,6 Milliarden Euro) auf den Konten des Betreibers Vale ein, um mögliche Entschädigungszahlungen zu decken. Zusätzlich verhängten der Staat und der Bundesstaat bereits erste Strafen in Höhe von 81 Millionen Euro gegen Vale.
Bis zum 1. Februar 2019 waren 110 Opfer geborgen worden, 238 Personen wurden noch vermisst. Bis Anfang März waren 186 Todesopfer geborgen worden, weitere 122 Menschen galten als vermisst. Am 7. Mai war die Zahl der bestätigten Todesopfer auf 237 gestiegen, 33 weitere Personen galten noch als vermisst. Am 5. Juni stand die Zählung bei 246 identifizierten Todesopfern und 24 vermissten Personen. Am 22. November wurde das 256. Todesopfer gefunden. Bis zum Jahresende 2019 wurden insgesamt 259 Todesopfer gefunden, 11 Personen wurden noch vermisst.
Der Damm war im September 2018 vom TÜV Süd geprüft und nicht beanstandet worden. Aufgrund dieses Gutachtens war eine Betriebsgenehmigung erteilt worden. Am Morgen des 29. Januar 2019 durchsuchte die Polizei das Büro des TÜV Süd in São Paulo, nahm zwei am Gutachten beteiligte Ingenieure vorläufig fest und beschlagnahmte Computer und Unterlagen. Festgenommen wurden außerdem drei Mitarbeiter des Bergbaukonzerns Vale.
Am 30. Januar 2019 wurde berichtet, dass im Dezember 2018 das regionale Umweltsekretariat des Bundesstaates Minas Gerais dem Konzern Vale eine Genehmigung zum Ausbau der Minenaktivität in Brumadinho und für Arbeiten am eigentlich stillgelegten Unglücksdamm erteilt hatte. In den Genehmigungsunterlagen war das Sicherheitsrisiko des Staudamms mit 4 angegeben worden, was ein mittleres Risiko bedeutet. In vorherigen Genehmigungen war dem Damm die Risikostufe 6, ein höheres Risiko, bescheinigt worden. In Folge der Genehmigung hätte die Produktion der Mine um 70 Prozent gesteigert werden können. Im weiteren Verlauf wurde am 15. Februar 2019 berichtet, dass die TÜV-Süd-Mitarbeiter nach einer Woche wieder freigelassen worden waren, und stattdessen auf deren Aussage hin 8 Mitarbeiter des Bergbaukonzerns Vale verhaftet wurden. Derweil wird gegen die Verantwortlichen ermittelt:

„Die Vertreter von Vale bestehen darauf, dass es sich um einen Unfall handelte, aber die Staatsanwaltschaft und die Polizei von Minas Gerais sind überzeugt, dass wir es mit einem vorsätzlichen Verbrechen zu tun haben.“

Das Umweltministerium des Bundesstaats Minas Gerais im Südosten Brasiliens entzog Vale die Genehmigung für den Laranjeiras-Damm. Dieser gehört zu einer Eisenerzmine in Brucutu. Die Firma verlor auch für einen weiteren Damm ihre Lizenz.
Etwa fünf Wochen nach der Katastrophe, Anfang März 2019, trat Vales Fábio Schvartsman vorerst von seinem Posten als CEO zurück. Dieser Schritt war dem Konzern von der brasilianischen Staatsanwaltschaft empfohlen worden. Am 14. März 2019 wurde berichtet, dass wiederum für elf Mitarbeiter des Vale Konzerns und zwei TÜV-Süd-Mitarbeiter Haft angeordnet wurde, da sie verdächtigt werden, von der Instabilität des Dammes gewusst zu haben.
Im März wurde bekannt, dass das TÜV-Süd-Gutachten eine Reihe von Mängeln listete, am Ende aber dennoch die Standfestigkeit zertifizierte. So lagen für die ersten sechs Aufstockungen des Damms bis auf eine Höhe von 60,5 Meter keine as built-Dokumente vor, sodass die Gutachter vermerkten, dass sie für den Bau bis zu diesem Zeitpunkt die Situation nicht endgültig beurteilen konnten. Auch gab es kein Register, in dem Bauabweichungen von den Planungen verzeichnet wurden. Dokumente gab es erst ab 2003 für die letzten vier Aufstockungen. Weiter wurde bekannt, dass TÜV-Ingenieure schon 2017 Zweifel an der Sicherheit geäußert und Mängel aufgelistet hatten. Bei der Betrachtung der Beziehung zwischen dem Minenbetreiber Vale und TÜV-Süd zeigte sich darüber hinaus eine enge personelle Verflechtung, welche der Notwendigkeit einer unabhängigen Begutachtung des Staudamms entgegenstand. Demnach ist davon auszugehen, dass sowohl auf Seiten der kontrollierenden Instanz TÜV als auch auf Seiten des zu überprüfenden Bergbauunternehmens ein wechselseitiges Interesse am Weiterbetrieb des Staudamms bestand.

## Juristische Aufarbeitung
Am 9. Juli 2019 verurteilte ein Gericht im Bundesstaat Minas Gerais den Bergbaukonzern Vale dazu, für alle Schäden der Katastrophe aufzukommen. Eine genaue Schadenssumme wurde nicht festgelegt, da diese laut dem Richter Elton Pupo Nogueira noch nicht beziffert werden konnte. Die Blockade von Vermögenswerten des Unternehmens in Höhe von elf Mrd. Reais (2,5 Mrd. Euro) für etwaige Schadensersatzzahlungen hielt das Gericht aufrecht. Vale kommentierte, dass das Gericht die „Kooperation“ des Konzerns während des Verfahrens anerkannt habe und wolle „rasch und gerecht“ für die Begleichung der Katastrophenschäden aufkommen.
Im November 2019 erhob die Behörde für Bodenschätze Agência Nacional de Mineração (ANM) Vorwürfe gegen Vale, zwei Wochen vor der Katastrophe von Geräten zur Messung von Flüssigkeitsdruck registrierte kritische Werte nicht an die Behörde gemeldet zu haben. Bei einer ordnungsgemäßen Meldung hätte ANM Vorsichtsmaßnahmen ergreifen können und der Dammbruch hätte verhindert werden können.

### Entschädigungszahlung an Opferangehörige
Im September 2019 verurteilte ein Gericht Vale zu Entschädigungszahlungen an die Familien von drei Todesopfern, in Summe umgerechnet 2,6 Mio. Euro.
Im Oktober 2019 erstatteten fünf Opferangehörige, gemeinsam mit der europäischen Menschenrechtsorganisation ECCHR und dem katholischen Hilfswerk Misereor, bei der Staatsanwaltschaft München I Anzeige gegen den TÜV Süd.

### Klagen gegen Verantwortliche
Im Januar 2020 klagte die Staatsanwaltschaft in Brasilien den Bergbaukonzern Vale und den TÜV Süd an. Gegen 21 Personen, einschließlich des seinerzeitigen Vale-CEOs Fábio Schvartsman und fünf Mitarbeitern des TÜV Süd, wurde Mordanklage erhoben. Zuvor waren interne E-Mails von Mitarbeitern des TÜV Süd öffentlich bekannt geworden, in denen sie starke Bedenken gegen die Stabilität des Dammes äußerten, insbesondere im oberen Bereich des Dammes. Ein Mitarbeiter äußerte, dass man eigentlich keine Stabilität attestieren konnte, das aber wie üblich aufgrund massiven Drucks des Bergbauunternehmens Vale wohl doch getan hätte.
„In gemeinsamen Recherchen ermittelten der SPIEGEL und das ZDF-funk-Format ‚Der Fall‘ […], dass die zuständigen Ingenieure [des TÜV-Süd Brasilien] schon Monate vor der Katastrophe an der Stabilität des Damms zweifelten.“ Doch „sie fürchteten offenbar, dass Vale eine andere Firma beauftragen könnte, sollte der TÜV den Damm nicht zertifizieren. In der Vergangenheit war das bereits passiert.“

„Zwischen 2017 und 2018 erhielt der TÜV Süd Brasilien vom Bergbaukonzern Vale für externe Prüfungen wie etwa Dammzertifikate drei Millionen Reais, umgerechnet knapp eine halbe Million Euro. Zugleich arbeitete die Firma aber auch als interner Berater für Vale. Damit verdiente sie 15 Millionen Real: das Fünffache.“

Die SPIEGEL/ZDF-Rechercheure gehen aufgrund ihrer Feststellungen davon aus, dass der TÜV Süd Brasilien in diesem brisanten Fall nicht ohne Rücksprache mit der Zentrale in Deutschland entschieden hat. Ein leitender deutscher Manager ist auch als Mittelsmann identifiziert – und in Brasilien wie auch in Deutschland „wegen vorsätzlicher Tötung“ bzw. „fahrlässiger Tötung“ angeklagt.
Am 4. Februar 2021 einigten sich Vale und die Regierung des Bundesstaates auf eine Entschädigung in Höhe von 37,68 Milliarden Reais (= 5,84 Milliarden Euro zum Tageskurs). Nach Regierungsangaben ist dies die höchste jemals in Lateinamerika gezahlte Schadensersatzsumme.

### Verfahrensführung in Deutschland
Die Verteidigung der Klage führenden Angehörigen eines der Opfer der Katastrophe definiert die Bedeutung des Prozesses vor dem Landgericht München I in der „Frage, ob es weiterhin in Ordnung ist, dass deutsche Unternehmen sich hinter Tochterfirmen in anderen Ländern verstecken können.“ Der „TÜV Süd streitet das ab: ‚Die Gesellschaften vor Ort sind eigenständig für das Geschäft verantwortlich.‘“ Auch habe der Minenbetreiber Vale „bereits im Februar [2021] die Haftung übernommen und mit der Regierung des Bundesstaates Minas Gerais einen Vergleich geschlossen“ und etwa sechs Milliarden Euro an den Bundesstaat gezahlt.
„Sollte das Gericht den TÜV Süd zu einer Entschädigung verurteilen, würden die Angehörigen der Opfer nach Ansicht des TÜV daher doppelt entschädigt.“ Bei einem Erfolg der Klage „könnten auf den TÜV Süd mehrere hundert Klagen weiterer Angehöriger zukommen.“ Im September 2021 erläutert der Anwalt der Angehörigen, „dass bis zu einer Entschädigung in Brasilien Jahrzehnte vergehen könnten. Dies habe sich bereits bei ähnlichen Unglücken in der Vergangenheit gezeigt.“
Der SPIEGEL berichtete zu einer Verfahrensfortsetzung am 19. September 2022 in München: „179 Klageparteien – Angehörige der Opfer und Überlebende – fordern 12,5 Millionen Euro Schmerzensgeld.“ Die Klage zielt auf eine Mitverantwortung „der Münchener Konzernmutter“ des TÜV Süd. Diese argumentiert dagegen, Mitarbeiter „der Tochtergesellschaft TÜV Süd Bureau hätten den Damm geprüft, ‚eigenverantwortlich und unabhängig. Ein technisches Sachverständigengutachten […] habe bestätigt, dass die Stabilitätserklärungen im Einklang mit den anwendbaren brasilianischen Regelungen und technischen Standards‘ gewesen seien.“ Die Klägeranwälte gehen davon aus, dass „es nicht sein (kann), dass Konzerne Gewinne aus dem Ausland zwar vereinbaren, […] die juristische Verantwortung aber dortigen Tochtergesellschaften überlassen.“

## Parallelen 2015 und weitere gefährdete Rückhaltebecken
Am 5. November 2015 war im selben Bundesstaat ebenfalls an einem Absetzbecken eines Eisenerzbergwerks ein Damm gebrochen. Der Minenbetreiber Samarco hatte teilweise Vale sowie dem australisch-britischen Konzern BHP Billiton gehört. Bei dem Dammbruch von Bento Rodrigues waren 19 Menschen ums Leben gekommen.
Im April 2020 ließ die brasilianische Regierung laut der Gewerkschaft IndustriAll 47 bruchgefährdete Rückhaltebecken in Brasilien schließen, von denen mehr als die Hälfte zu Vale gehören. 37 der Rückhaltebecken befinden sich in Minas Gerais.